# Мало Грабље
Мало Грабље је насељено место у саставу града Хвара, на острву Хвару, Сплитско-далматинска жупанија, Република Хрватска.

## Историја
До територијалне реорганизације у Хрватској налазило се у саставу старе општине Хвар.

## Становништво
На попису становништва 2011. године, Мало Грабље није имало становника.
| Број становника по пописима | Број становника по пописима | Број становника по пописима | Број становника по пописима | Број становника по пописима | Број становника по пописима | Број становника по пописима | Број становника по пописима | Број становника по пописима | Број становника по пописима | Број становника по пописима | Број становника по пописима | Број становника по пописима | Број становника по пописима | Број становника по пописима | Број становника по пописима |
| --------------------------- | --------------------------- | --------------------------- | --------------------------- | --------------------------- | --------------------------- | --------------------------- | --------------------------- | --------------------------- | --------------------------- | --------------------------- | --------------------------- | --------------------------- | --------------------------- | --------------------------- | --------------------------- |
| 1857                        | 1869                        | 1880                        | 1890                        | 1900                        | 1910                        | 1921                        | 1931                        | 1948                        | 1953                        | 1961                        | 1971                        | 1981                        | 1991                        | 2001                        | 2011                        |
| 0                           | 0                           | 123                         | 103                         | 139                         | 178                         | 100                         | 121                         | 112                         | 115                         | 6                           | 0                           | 0                           | 0                           | 0                           | 0                           |

Напомена: У 1857. и 1869. подаци су садржани у насељу Вело Грабље. Од 1971. без становника.

### Попис1991.
На попису становништва 1991. године, насељено место Мало Грабље није имало становника.